# Psihrometar
Psihrometar (grč. ψυχρός: hladan + μέτρον: mjera) je vrsta vlagomjera ili higrometra, mjernog instrumenta za mjerenje vlažnosti zraka. Sastoji se od dvaju jednakih, preciznih termometara; jednomu je posudica sa živom slobodna (suhi termometar), a drugomu je obvijena mokrom krpicom (mokri termometar). Kako se za isparavanje troši toplina, vrijednost temperature na mokrom termometru niža je od one na suhome, osim onda kada je zrak zasićen vodenom parom, pa su obje vrijednosti jednake. Što je zrak suši, to je razlika temperatura veća. Iz temperaturnih podataka obaju termometara te poznate vrijednosti tlaka zraka određuje se tlak vodene pare, a odatle i veličine koje određuju vlažnost zraka (relativna vlažnost, apsolutna vlažnost i drugo). Psihrometar se drži u termometrijskoj meteorološkoj kućici kako bi se zaštitio od izravna toplinskoga zračenja okoline. Budući da brzina isparavanja ovisi i o brzini strujanja zraka oko posudice termometra, stalna propisana brzina strujanja postiže se priključenim ventilatorom (aspirator).

## Vlaga zraka
Za mjerenje vlage zraka najčešće se upotrebljavaju psihrometri i vlagomjeri (higrometri). Psihrometar se satoji od dva potpuno jednaka termometra, od kojih se desni, mokri, termometar razlikuje od lijevoga, suhog, samo po tome što mu je posudica sa živom obvijena tankom krpicom od muselina. Ako se krpica nakvasi destiliranom vodom, voda će se isparavati i zbog toga će se postepeno snižavati temperatura mokrog termometra. Živa će se u kapilari zaustaviti kad se uspostavi ravnoteža između topline koju termometar prima iz okoliša i topline koju troši na isparivanje vode s krpice, to jest kad se za isparivanje vode s krpice utroši toliko topline koliko je potrebno da se zrak zasiti vodenom parom. Razlika između tada izmjerenih temperatura suhog i mokrog termometra mjera je za vlagu zraka. 
Postoji nekoliko vrsta psihrometra:
- aspiracijski psihrometar s aspiratorom (ventilatorom), koji stalnom (konstantnom) brzinom tjera zrak preko posudica termometra;
- Augustov psihrometar bez aspiratora, gdje stijenj povezuje mokri termometar s posudicom vode;
- Assmannov psihrometar ima termometre smještene u metalno kućište radi zaštite od toplinskog zračenja okoliša. Upotrebljava se za terenska mjerenja jer je lako prenosiv.

Za aspiracijski psihrometar vrijedi da je tlak vodene pare e:
{\displaystyle e=E'-A\cdot (t_{s}-t_{m})\cdot b}
gdje je: E' - tlak zasićene vodene pare pri temperaturi tm, A - konstanta ovisna o brzini ventilacije, a b - stanje barometra. Vrijednosti tlaka pare e i relativne vlage U nađu se u posebnim tablicama kao funkcije očitanja suhog i mokrog barometra. Pri pozitivnim temperaturama određivanje vlage Assmannovim psihrometrom daje najtočnije rezultate.

## Psihrometrija
Psihrometrija je pojam koji opisuje polje tehnike koje proučava odredivanje fizičkih i termodinamičkih svojstava smjese zraka i vodene pare. Riječ dolazi od grčkih riječi psihron, što znači hladno i riječi metron, što znači mjerenje.
Zrak je smjesa plinova i vodene pare. Udio ili količina pojedinih plinova u zraku je praktički konstantan, dok se udio vodene pare u zraku mijenja. Za proučavanje kondicioniranja zraka, pogodno je sve plinove u zraku smatrati jednom komponentom, a vodenu paru kao promjenjivu veličinu – drugom komponentom. Prvu komponentu (smjesa plinova u zraku) zovemo suhi zrak, a drugu, koja se nalazi u parnom stanju je vodena para. Zrak u kojem ima vodene pare zovemo vlažni zrak ili samo zrak. 